# Feuquières-en-Vimeu
Feuquières-en-Vimeu è un comune francese di 2 539 abitanti situato nel dipartimento della Somme nella regione dell'Alta Francia.

## Società

### Evoluzione demografica
Abitanti censiti